# LG Optimus G Pro
LG Optimus G Pro là một dòng điện thoại thông minh/phablet chủ lực do LG Electronics thiết kế và sản xuất, được phát hành tại Mỹ ngày 10 tháng 5 năm 2013.

## Phân phối
Tại Hoa Kỳ, Optimus G Pro được bán ra bởi AT&T với giá 99,99 USD kèm hợp đồng 2 năm cùng gói dữ liệu di động. Khi phát hành, nó có giá 199,99 USD.

## Thông số kỹ thuật

### Phần cứng

#### Bộ xử lý
LG Optimus G Pro được trang bị SoC Qualcomm Snapdragon 600 APQ8064 với bộ xử lý Krait Quad-core tốc độ 1,7 GHz. Bộ xử lý dựa trên công nghệ bán dẫn 28 nm với bộ xử lý đồ họa Adreno 320 chạy ở 400 MHz.

#### Bộ nhớ
LG Optimus G Pro có RAM 2 GB và bộ nhớ trong 16 hoặc 32 GB, có thể mở rộng qua thẻ nhớ microSD lên đến 64 GB.

#### Màn hình
Điện thoại có màn hình IPS LCD 5,5 inch True HD, độ phân giải 1080x1920 và hiển thị 16.777.216 màu với mật độ điểm ảnh khoảng 401 PPI.

#### Máy ảnh
LG Optimus G Pro có cảm biến back-illuminated 13 MP và đèn flash LED đơn. Điện thoại có thể quay video FullHD 1080p ở tốc độ 30 FPS. Với camera 2.1 MP ở mặt trước, máy có khả năng quay video HD 720p ở tốc độ 30 FPS. LG Optimus G Pro thị trường Ấn Độ có camera 13 MP. Máy ảnh hỗ trợ zoom kỹ thuật số độ phóng đại lên đến 8 lần.

#### Pin
Chiếc điện thoại được trang bị viên pin Lithium-Polymer tiêu chuẩn có dung lượng 3140 mAh.

### Phần mềm
LG Optimus G chạy hệ điều hành Android 4.1.2 Jelly Bean của Google với giao diện LG Optimus UI 3.0. LG đã phát hành bản cập nhật firmware Android 4.4 KitKat vào ngày 21 tháng 3 năm 2014 cho LG Optimus G Pro.

## Đánh giá
LG Optimus G Pro nhìn chung đã được đón nhận một cách tích cực. CNET cho rằng chiếc điện thoại là "một nghệ sĩ biểu diễn tuyệt vời" với số điểm 4 trên 5 sao. PhoneNews cũng đánh giá đây là "một thiết bị cầm tay đầy tính năng với phần mềm tuyệt vời".